# Станіслав Ґросс
Станіслав Ґросс (чеськ. Stanislav Gross; 30 жовтня 1969, Прага, ЧССР — 16 квітня 2015, Прага, Чехія) — чеський політик, прем'єр-міністр Чехії з 4 серпня 2004 року до 25 квітня 2005 року.

## Життєпис
Закінчив технічну школу в Празі, працював помічником машиніста. Пізніше отримав освіту на юридичному факультеті Карлового університету (1999). У 2004 р. отримав кандидатську ступінь в області права Західночеського університету в Плзні.
Включився в активну політичну діяльність відразу після «оксамитової революції», вступив у Чеську соціал-демократичну партію.
У 1992 році обраний до парламенту Чехії, в 2000 році був призначений міністром внутрішніх справ в уряді Мілоша Земана.
У 2004 році пішовши у відставку через невдалий виступ партії на виборах до Європарламенту Володимир Шпідла передав свою посаду Ґроссу, який у момент свого призначення був одним з найпопулярніших політиків у Чехії. Однак дуже скоро Ґросс був змушений піти у відставку з причини падіння його особистого рейтингу; зокрема, йому інкримінувалася покупка дорогої квартири в Празі за гроші неясного походження.
Помер у віці 45 років від бічного аміотрофічного склерозу.